# دغیرمن‌جیک (بایبورد)
دغیرمن‌جیک (به ترکی استانبولی: Değirmencik) (به کردی: Mam) (به ارمنی: Մամ) یک منطقهٔ مسکونی در ترکیه است که در بایبورد واقع شده‌است. دغیرمن‌جیک ۲۰۶ نفر جمعیت دارد.